# Shorea ferruginea
Shorea ferruginea är en tvåhjärtbladig växtart som beskrevs av William Turner Thiselton Dyer och Dietrich Brandis. Shorea ferruginea ingår i släktet Shorea och familjen Dipterocarpaceae. Inga underarter finns listade i Catalogue of Life.